# Dedza
Dedza är en distriktshuvudort i Malawi. Den ligger i distriktet Dedza i regionen Central Region, i den södra delen av landet. Dedza ligger 1 608 meter över havet och antalet invånare är 15 608.
Terrängen runt Dedza är platt åt sydost, men åt nordväst är den kuperad. Omgivningarna runt Dedza är en mosaik av jordbruksmark och naturlig växtlighet. På norra sidan finns en bergstrakt med skog.